# Szonowice
Szonowice (deutsch Schonowitz) ist ein Ort in der Landgemeinde Rudnik im Powiat Raciborski in der Woiwodschaft Schlesien in Polen.

## Geografie
Szonowice liegt fünf Kilometer nordwestlich von Rudnik, elf Kilometer nordwestlich von Racibórz (Ratibor) und 62 Kilometer westlich von Katowice (Kattowitz).

## Geschichte
Der Ort entstand spätestens im 15. Jahrhundert.
„Schönowi(t)z“ wurde 1784 in den Beyträge(n) zur Beschreibung von Schlesienerwähnt, gehörte einem Grafen von Neuhaus und lag im Fürstentum Ratibor. Damals wurden verzeichnet: 140 Einwohner, ein Vorwerk, vier Bauern und 23 Häusler. 1865 bestand Schonowitz aus einem Rittergut und einem Dorf. Das Rittergut gehörte 1819 einem Amtshauptmann von Beym und ab 1820 dem Kammerherrn Eduard von Selchow. Der Ort hatte zu diesem Zeitpunkt vier Bauernhöfe, 26 Gärtner- und 24 Häuslerstellen, eine Windmühle, zwei Grobschmiede, zwei Stellmacher, einen Böttcher, einen Schneider, drei Tischler, zwei Weber, einen Fleischer und eine 1818 gegründete Schule. Die Kirche befand sich in Mosurau.
Bei der Volksabstimmung in Oberschlesien am 20. März 1921 stimmten vor Ort 153 Wahlberechtigte für einen Verbleib Oberschlesiens bei Deutschland und 58 für eine Zugehörigkeit zu Polen. Auf Gut Schonowitz stimmten 78 für Deutschland und acht für Polen. Schonowitz verblieb nach der Teilung Oberschlesiens beim Deutschen Reich. 1936 wurde der slawisch klingende Ortsname im Zuge einer Welle von Umbenennungen der NS-Zeit in „Schondorf“ umbenannt. Bis Kriegsende 1945 befand sich der Ort im Landkreis Ratibor.
Als Folge des Zweiten Weltkriegs fiel Schonowitz 1945 mit dem größten Teil Schlesiens an Polen. Nachfolgend wurde es in Szonowice umbenannt und der Woiwodschaft Schlesien angeschlossen. 1950 wurde es der Woiwodschaft Opole eingegliedert und gehörte von 1975 bis 1998 zur Woiwodschaft Katowice (Kattowitz). Seit 1999 gehört es zum wiedergegründeten Powiat Raciborski.

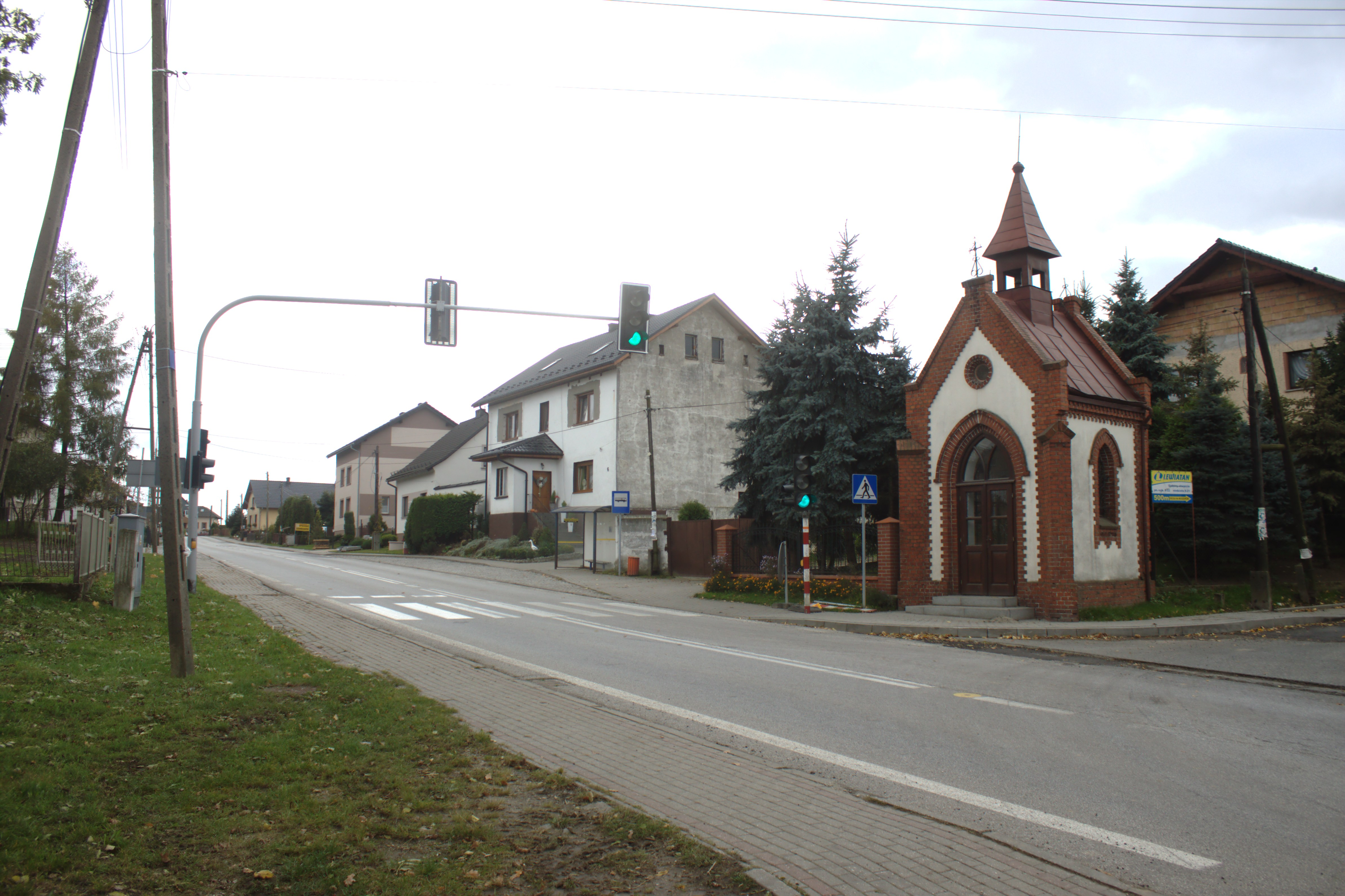
Ortsbild mit Wegekapelle
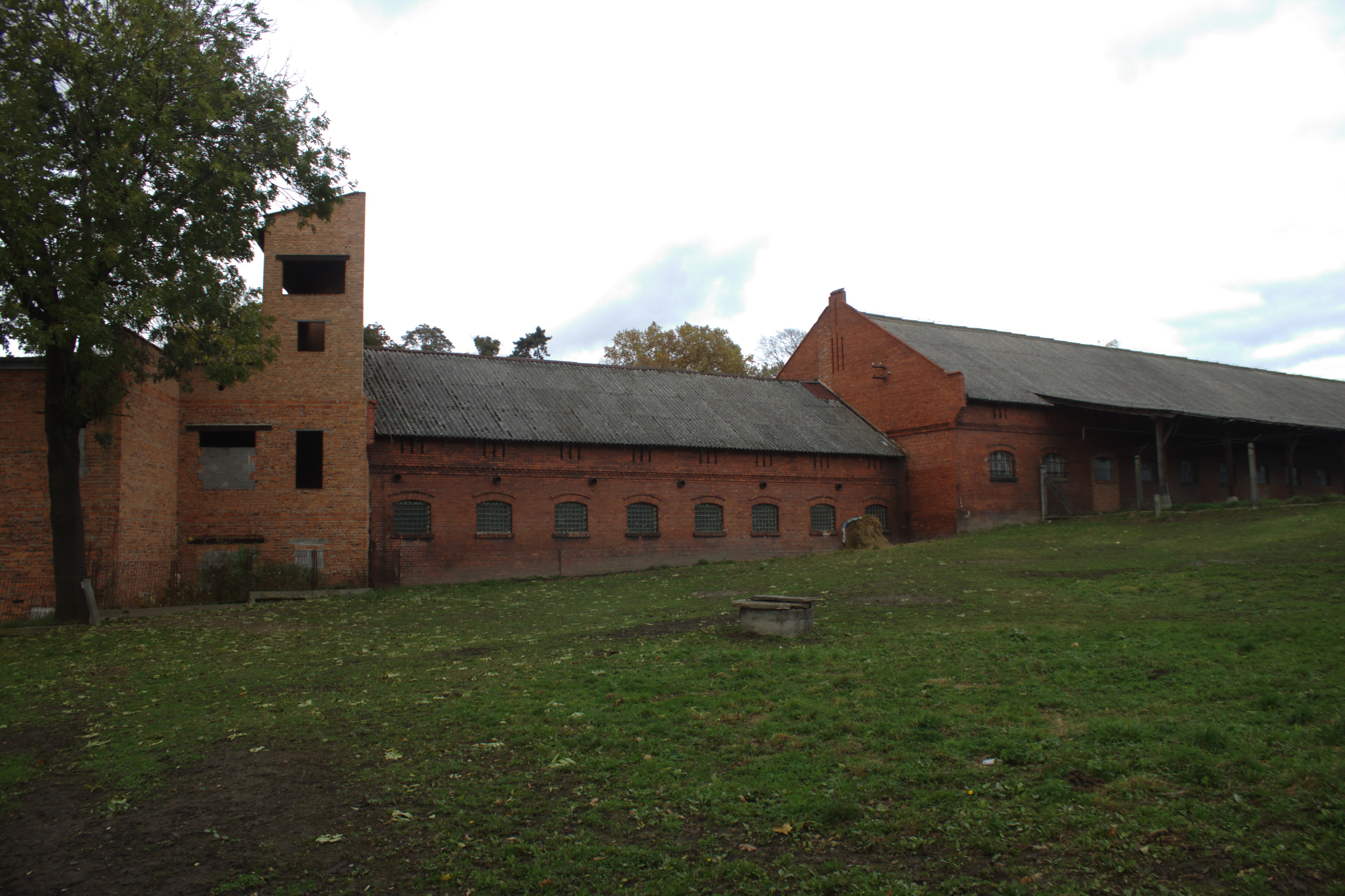
Landwirtschaftsgebäude
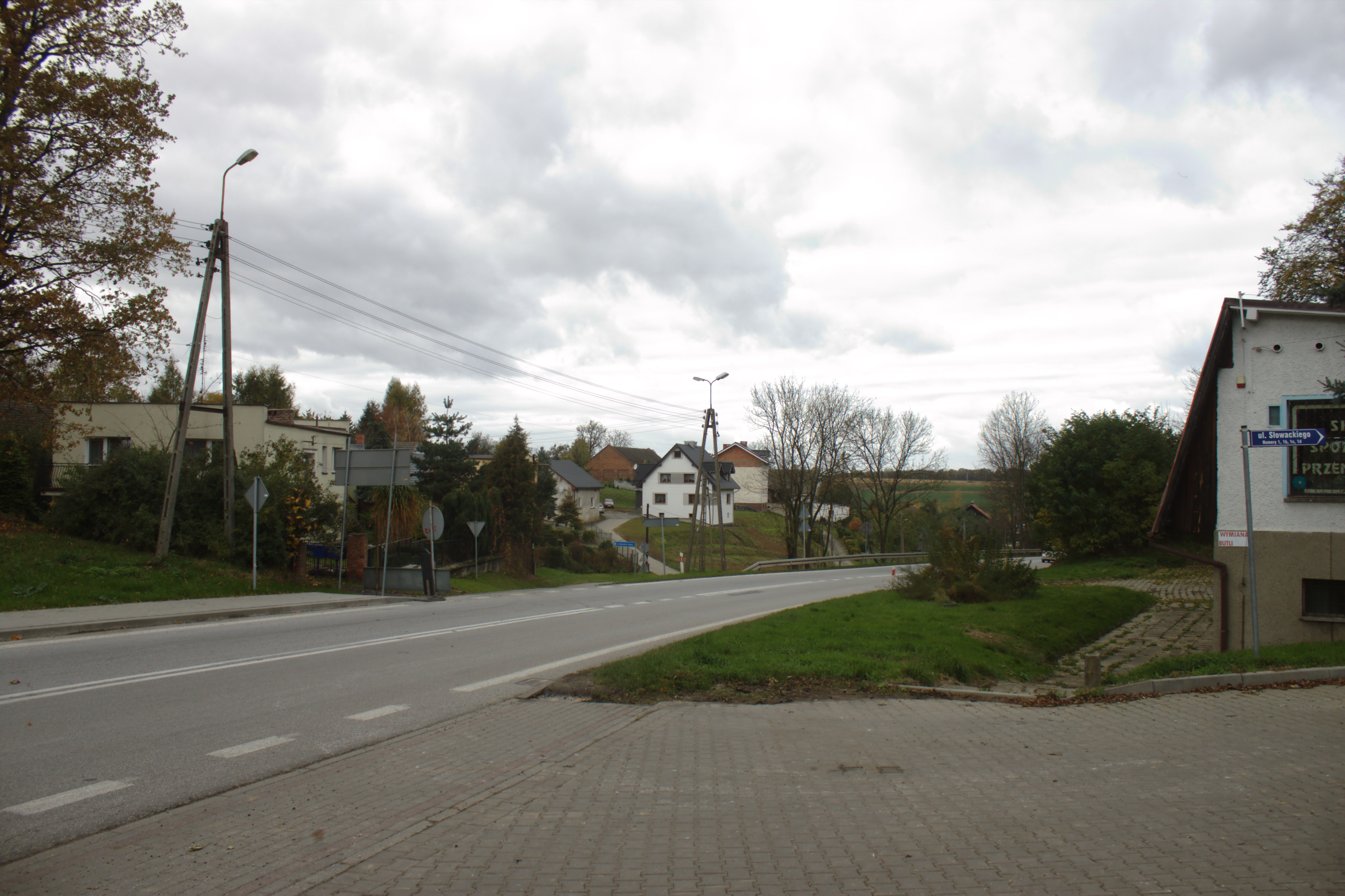
Ortsbild

## Sehenswürdigkeiten
- Schloss mit Schlosspark
- Wegekapelle mit einer Fassade aus Putz und Ziegelsteinen